# Chevalier Paul
Pour les trois bâtiments de la Marine nationale, voir Chevalier Paul (frégate).
Jean-Paul de Saumeur, chevalier Paul, né en décembre 1597 au large de Marseille et mort le 20 décembre 1667 à Toulon, est un officier de marine français du XVIIe siècle. Malgré ses origines très modestes, il est attiré très jeune par la Marine. Après avoir été simple matelot pour le compte de l'ordre de Saint-Jean de Jérusalem, d'où il est exclu pour avoir tué son caporal, il devient corsaire en mer Méditerranée puis intègre la Marine royale à la demande de Richelieu et combat pendant toute la guerre franco-espagnole (1635-1659). Ses nombreuses victoires lui valent d'être nommé lieutenant général et vice-amiral du Levant. Il est nommé chevalier de grâce et commandeur par le grand maître Martin de Redin. Il termine sa carrière en 1666 en transportant à Lisbonne la princesse de Savoie-Nemours, future reine de Portugal. Courtisan habile, il n'oubliait pas ses origines modestes et savait se montrer généreux.

## Biographie

### Origines et jeunesse
Selon des rumeurs non confirmées, il serait le fils d'une blanchisseuse et de Paul de Fortia, marquis de Piles, gouverneur du château d'If. Cependant, le capitaine de vaisseau Georges Bergoin, secrétaire perpétuel de l’Académie des Sciences, Lettres et Beaux-Arts de Marseille, a découvert que le chevalier Paul n’était pas l'enfant naturel du marquis et d'une lavandière. Il met en évidence sa filiation légitime d’un officier issu d’une famille catholique et bourgeoise du Dauphiné, le capitaine Elzias Samuel et demoiselle Jeanne Riche, mariés à Marseille. Le Conseil du grand prieuré de Saint-Gilles, au vu des pièces produites, conclut en effet, le 14 novembre 1633 qu’il était « digne d’estre reçu au rang des frères sergents d’armes et de s’en aller au Couvent à Malte ».
La transformation de son patronyme Samuel en Saumuel ou en Saumeur aurait été destinée à éviter des allusions sur une lointaine origine juive,. Il se fait toujours appeler « Capitan Pol ». Il passe les premières années de sa vie au château d'If auprès du Père Julien de Malaucène, mais très jeune, il éprouve le désir de voyager. Il s'embarque comme mousse pendant trois ans avant d'entrer au service d'un commandeur de l'ordre de Saint-Jean de Jérusalem, en qualité de matelot.

### Carrière militaire

#### Au service de l'ordre de Saint-Jean de Jérusalem
Quelques années après, Paul étant de retour à Malte, il est simple soldat au Fort Saint-Elme,. En 1614, s'entendant très mal avec son caporal, il le provoque en duel et le tue. Il est arrêté aussitôt, mais des chevaliers français de l'Ordre obtiennent sa grâce auprès du grand maître Alof de Wignacourt, à condition qu'il rompe son engagement,. Ils le font embarquer sur un brigantin armé pour la course, à La Ciotat.

#### Corsaire
Il embarque donc sur ce brigantin. Rapidement, son courage et son allant, joints à une science nautique très sûre, le font remarquer après de nombreux exploits contre les Barbaresques. Au cours d'un combat contre les Turcs, le capitaine est tué et il est choisi par l'équipage pour prendre sa suite,.
II déclare dès lors la guerre aux Turcs. Partout où il le peut, il leur enlève marchandises et bâtiments jusque dans leurs ports, ce qui accroit considérablement sa réputation. Dans l'île de Mosconici près de Lesbos, il fait poster des pièces d’artillerie sur une tour qui porte encore aujourd'hui le nom de Capitan Paulo, afin de canonner les bâtiments ennemis qui passaient à leur portée.
Avec une seule barque, il se bat contre cinq galères turques, et les force à se retirer, après leur avoir brisé le mât et les voiles,.

#### Dans la Marine royale pendant la guerre franco-espagnole (1635-1659)

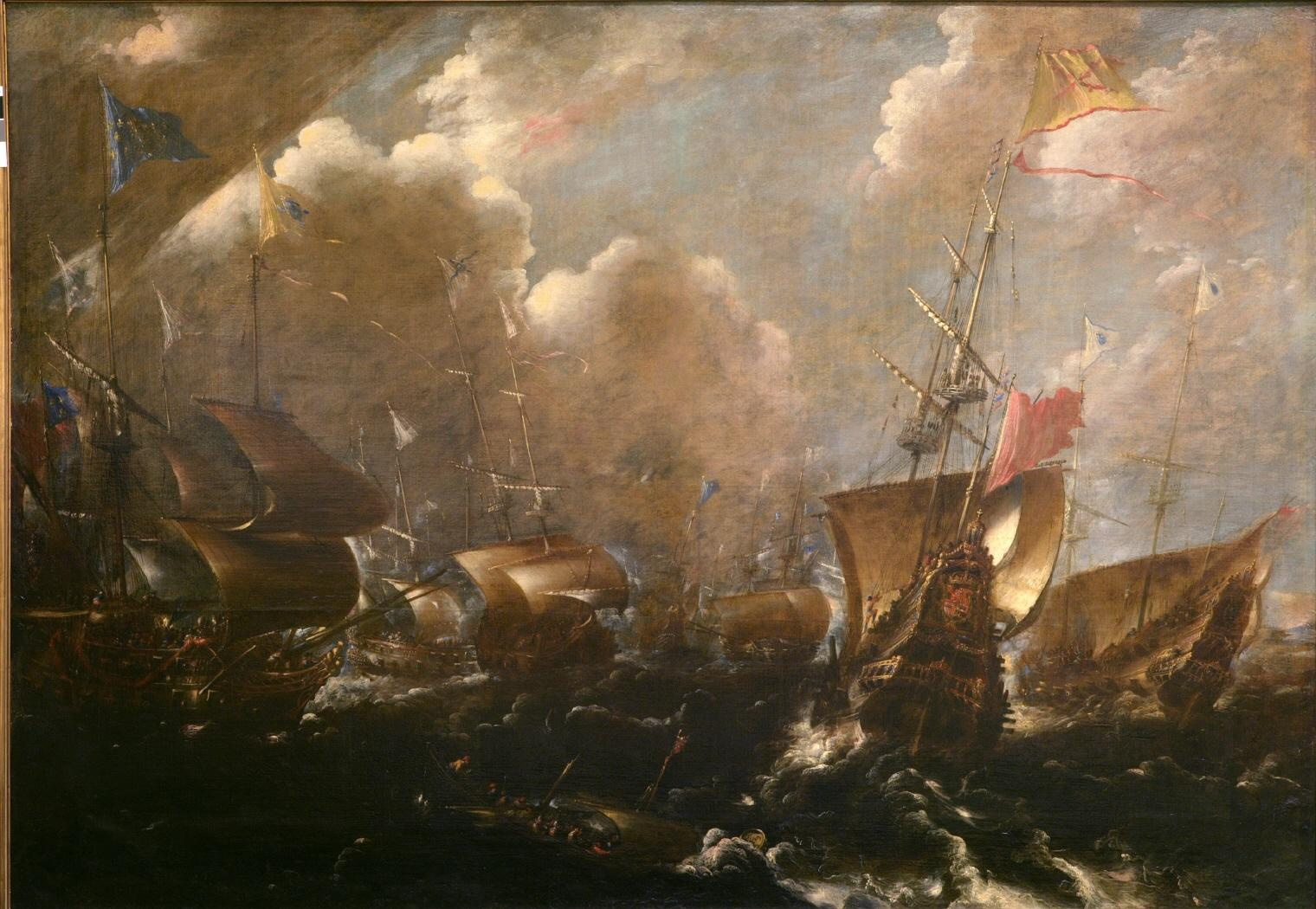
La bataille de Getaria, 22 août 1638,
Huile sur toile d'Andries van Eertvelt

Le cardinal de Richelieu qui cherche à cette époque, des officiers de marine pour réorganiser la Marine royale, le demande. En 1638, il entre dans la Royale avec le grade de capitaine de vaisseau et prend le commandement du vaisseau Le Neptune. Il rejoint l'escadre de Mgr de Sourdis, archevêque de Bordeaux et lieutenant-général des armées navales et prend une part prépondérante à plusieurs combats contre la flotte d'Espagne. À bord de La Licorne, il prend part à la bataille de Getaria, le 22 août 1638. Richelieu lui écrit à cette occasion pour le féliciter. La même année, en compagnie de Duquesne, il va sauver — sous le feu des batteries de Saint-Sébastien — des vaisseaux français qui s'y étaient échoués et que l'on parlait de brûler. Toujours en 1638, il enlève un vaisseau algérien dans le canal de Malte, et est reçu à Malte par le grand maître Jean-Paul de Lascaris-Castellar.
Le 9 août 1643, il se distingue à la bataille navale au large du Cap de Gata, gagnée par Brezé. Le 4 septembre, il commande Le Grand Anglois pendant la bataille de Carthagène ou du cap de Gate, au sièges de Roses et à celui de Tarragone en 1645, ainsi qu'à Salines, et à Santo-Stefano. Dans l'escadre du marquis de Brézé en 1646, il dirige le 22 mai le débarquement de Talamone en Toscane et le 14 juin s'illustre au combat d'Orbetello au cours duquel il détruit deux frégates ennemies.
Promu chef d'escadre, il est envoyé dans le golfe de Piombino en 1647, à la tête d'une escadre de cinq vaisseaux et de deux brûlots, afin d'assurer la communication entre les postes de Porto-Longone, sur l'île d'Elbe, et de Piombino sur le continent, postes dont le maréchal de la Meilleraie s'était emparé. Début avril 1647, le chevalier Paul se bat devant Naples, pendant cinq jours, contre la flotte espagnole — plus nombreuse — commandée par le duc d'Arcos, vice-roi de Naples, et remporte une victoire qui accroît encore sa réputation. Le chevalier Paul est à nouveau présent le 22 décembre 1647 à la bataille qui a lieu au large de Castellammare, contre une flotte austro-espagnole.
Au mois de juin 1648, il attaque et enlève, sous le canon de Pouzzoles, un vaisseau chargé de blé, envoyé de Gênes pour le vice-roi de Naples. Quelque temps après, accompagné du chevalier de la Perrière, il prit deux autres navires richement chargés, et les conduisit à Porto-Longone.
Au début de l’année 1649, il croise, près de Malte, un vaisseau anglais, de 36 canons, qui se rendait à Smyrne avec un important chargement. Ce vaisseau ayant refusé de saluer le pavillon français, le Chevalier Paul l'attaque et le coule. De l'équipage ennemi seules trois ou quatre personnes sont sauvées, et 140 personnes périssent noyées. Lors de cette même campagne, il fait encore plusieurs prises, dont une estimée à plus de 300 000 écus.
Parti de Provence en avril 1650, sur le vaisseau amiral de France La Reine, 52 canons et 600 hommes d'équipage et de troupes, le chevalier Paul convoie quelques petits bâtiments chargés de munitions, quand il découvre entre le cap Corse et l'île Capraja cinq vaisseaux de guerre espagnols qui croisaient pour arrêter les ravitaillements en hommes, vivres et munitions que la France envoyait à Porto-Longone, sur l'île d'Elbe. Ne cherchant pas à fuir cette force supérieure, il engage le combat et reçoit plus de 150 boulets sur son bord quand, dans le même temps il en envoie 1 200 à ses ennemis. Au bout de quatre heures de combat, la flotte hispano-napolitaine fortement endommagée se retire.
Le 21 janvier 1651, il est récompensé d'une croix de chevalier de grâce par le grand maître de Lascaris,[réf. nécessaire].
En 1654, il est promu lieutenant-général et vice-amiral du Levant. La même année, il fait la rencontre du roi. Lui qui n'était jamais monté à cheval, se distingue par son adresse à manier son cheval, lors de la « cavalcade » donnée pour la majorité de Louis XIV. De retour à Toulon, il prend la mer à la tête de trois vaisseaux, de six galères, et se bat devant Castellammare, près de Naples contre quatorze galères ennemies, qu’il force de se retirer. Cette action, largement individuelle, s'est révélée décisive pour la survie du contingent français débarqué en Toscane.
En 1655, il se rend à nouveau à la Cour de France. Le duc de Vendôme le présente à Louis XIV qui lui fait un accueil très honorable, ne manquant pas d'éloges sur sa bravoure, il le félicite des succès remportés. Il se signale, la même année, dans l'escadre aux ordres du duc de Vendôme, à la hauteur de Barcelone. L'auteur du récit du combat dit que « le Chevalier Paul montra dans cette occasion tant de valeur et de conduite, qu'on n'en sauroit parler assez dignement. »
Le Chevalier Paul étant entré dans le port de Malte avec trois Galères de France, y reçoit les honneurs de la part du grand maître Rafael Cottoner y de Oleza. En 1657, il commande une escadre de sept vaisseaux, et arbore, pour la première fois, le pavillon de vice-amiral. En juin-juillet 1658, il est envoyé par le duc de Mercœur, gouverneur de Provence, bloquer le port de Marseille.
En 1659, il reçoit la charge d'une commanderie de l'ordre de Saint-Jean de Jérusalem dépendant du Grand-Prieuré de Saint-Gilles.

#### Missions en Méditerranée (1660-1666)

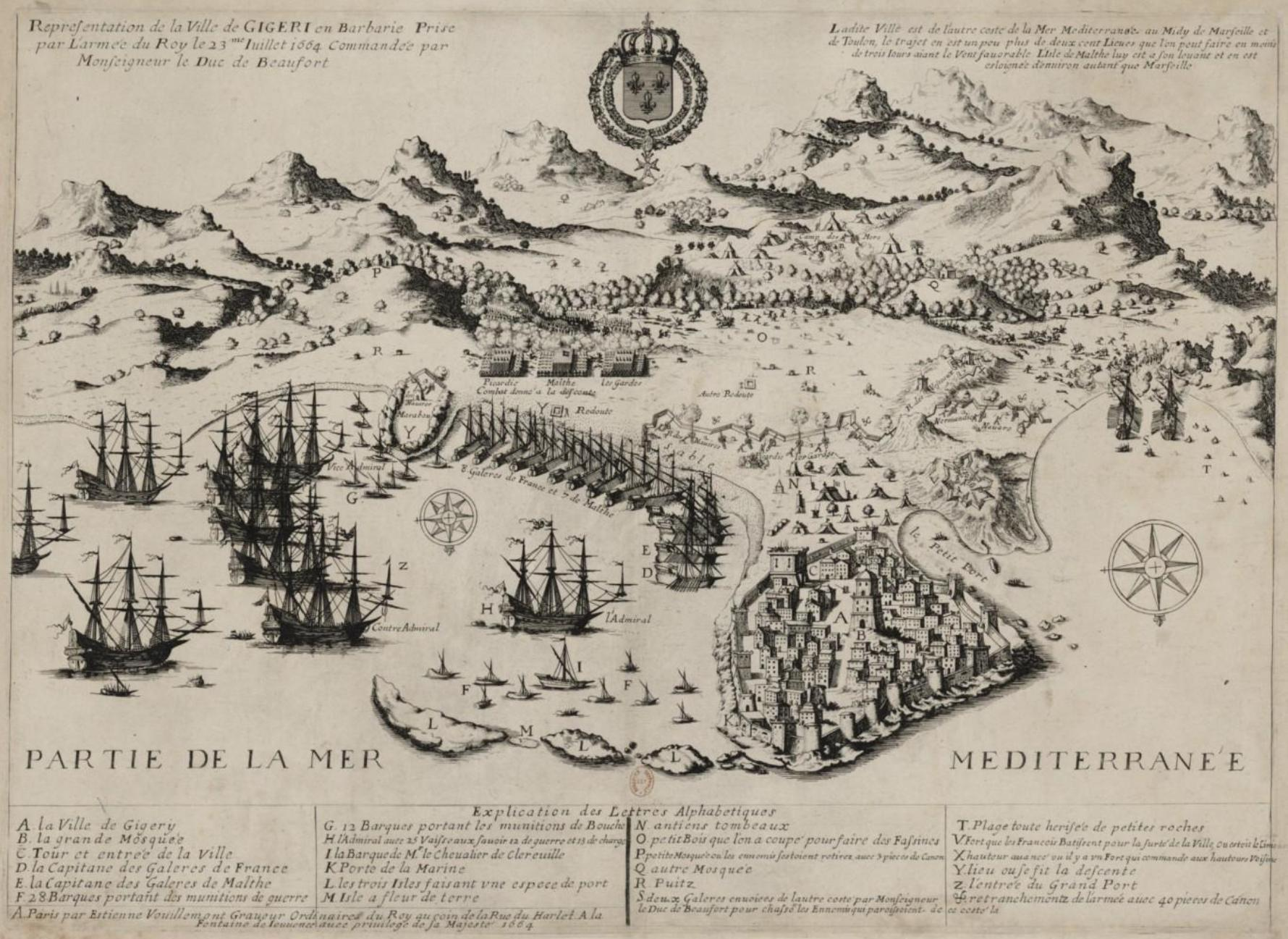
Vue générale de l'expédition de Djidjelli sur la côte de Kabylie, en 1664.

En 1661, il se bat avec le seul vaisseau L'Hercule, de 28 canons et de 320 hommes d'équipage, contre 25 vaisseaux turcs et il leur fait face pendant un jour entier. Écrasé par le nombre, il parvient néanmoins à leur échapper pendant la nuit. Le chevalier Paul conduit les premiers secours que Louis XIV envoya aux Vénitiens, pressés par les Turcs dans Candie. En 1662, il commande une escadre de sept vaisseaux, et arbore le pavillon de vice-amiral. En 1663, toujours à bord de L'Hercule, il a sous ses ordres le duc de Beaufort en qualité de volontaire et plusieurs gentilshommes d'un sang illustre. Le 12 mai, il affronte jusqu'à vingt-cinq navires corsaires de Tunis. Après une lutte d'un jour entier, il échappe à la flotte ennemie au moyen d'une ruse de guerre. Pendant la nuit, il fait placer un fanal allumé au haut du mât de sa chaloupe qu'il laisse dériver au gré du vent, prenant dans le même temps une route différente avec son vaisseau dont les fanaux étaient éteints.
Cette même année, une flotte considérable fut envoyée contre les corsaires d'Alger, sous le commandement du duc de Beaufort, devenu amiral par la démission du duc de Vendôme, son père. Le chevalier Paul était vice-amiral de cette flotte qui coula à fond plus de vingt bâtiments algériens, et amena l'amiral de la régence dans les ports de France.
Après avoir croisé au large des côtes d'Italie et de Provence contre les barbaresques, il prend part à l'expédition du duc de Beaufort contre Djidjelli et écrase, le 24 août 1664, une escadre algérienne à la bataille de Cherchell. Enfin, il livre un combat sous le fort de la Goulette, près de Tunis, prend trois vaisseaux à la flotte ennemie, et en brûle deux.
La dernière campagne du Chevalier Paul, est celle au cours de laquelle il conduit en 1666, Marie-Françoise-Élisabeth de Savoie à Lisbonne, où cette princesse devait épouser le roi Alphonse VI. Il arrive dans l'embouchure du Tage au mois d’août 1666. Le monarque portugais le comble d'honneurs et de présents; il lui rend visite à bord de son bâtiment. Le Chevalier Paul, averti de sa venue plusieurs heures auparavant, lui fait servir, ainsi qu'à toute sa Cour, une collation splendide. II revint ensuite à Toulon avec les vaisseaux qu'il commandait.
Il commande la flotte à Toulon jusqu'à sa mort, mais la goutte et plusieurs autres infirmités l'empêchaient de servir. Il se retire et décède le 20 décembre 1667 ou le 18 octobre 1667. Son acte de décès est rédigé en ces termes : « Monsr Paul de Saumeur, chevallier de St Jean de Jerusalem, lieutenant général des vaisseaux du roy, homme fort renommé pour les vaillants exploits et fidelles services quil a randeu a sa majesté ; est decedé le vingt du mois de décembre et enterre le vingt un dudit mois 1667 au cimetière sous la porte de St Lazare de cette ville de Tholon, muny des sacrements, par moy. » Le Père de Villecrosi, prêtre de l'Oratoire, prononça quelques jours après son oraison funèbre dans la Cathédrale de Toulon.
Ses soldats qui l'aimaient et l'estimaient, lui écrivent cette épitaphe.
| Passant qui vas si vilement, Regarde cette Sépulture, Et considère une aventure Digne de ton étonnement: Celui qui naquit pour combattre, fit qui vivoit dans le combat; Eau, feu, fer, ne purent l’abattre Une fièvre lente l'abat. |

## Portrait par ses contemporains

### Le courtisan
Louis XIV le tenait en haute estime et il l'anoblit. En 1660, étant à Toulon, il lui fait l'honneur de lui rendre visite dans sa propriété « La Cassine », en compagnie de sa cour. Présents, les poètes Chapelle et Bachaumont en feront le récit.

#### Récit de la visite de Louis XIV dans la propriété du chevalier Paul
« Nous trouvâmes à Toulon, M. le Chevalier Paul, qui, par sa charge, par son mérite et par sa dépense, est le premier et le plus considérable du Pays.
C’est ce Paul, dont l’expérience
Gourmande la Mer & le Vent;
Dont le bonheur & la vaillance
Rendent formidable la France
A tous les Peuples du Levant.
Ces vers font aussi magnifiques que sa mine ; mais, en vérité, quoiqu'elle ait quelque chose de fier, il ne laisse pas d'être commode, doux et tout à fait honnête. Il nous régala dans sa cassine, qui est si propre et si bien entendue, qu'elle semble un petit Palais enchanté. »
Le biographe provençal Claude-François Achard, le décrit de la sorte :

« Le Chevalier Paul était d'une taille assez haute, il avait quelque chose de sombre dans la physionomie: sa moustache et son toupet formaient une espèce de croix de Malte. II était cependant plus poli que ne le sont communément les marins, et si doux qu'il ne se mettait jamais en colère. Il avait une très-petite voix, et parlait peu. Il traitait le soldat avec une extrême bonté. Jamais homme ne fut plus intrépide dans le danger, et jamais capitaine de vaisseau ne posséda mieux son métier. »

### L'homme généreux avec les déshérités
Loin d'oublier ses origines modestes, il lègue aux pauvres l'ensemble de ses biens, et demande être enterré parmi eux au cimetière de Toulon. Il se plaisait d'ailleurs à le rappeler aux autres. Le même Achard raconte l'anecdote suivante :

« Un jour qu'il passait sur le port de Marseille avec un brillant et nombreux cortège d'officiers qui lui faisaient leur cour, il aperçut à quelque distance un matelot qu'il crut reconnaître : s'en étant approché, il lui dit :

— « Mon ami, pourquoi me fuyez-vous? Pensez-vous que la fortune n’ait fait oublier mes premières connaissances ? »
Puis se tournant vers ceux qui le suivaient :

— « Messieurs, leur dit-il, voilà un de mes anciens camarades ; nous avons été mousses sur le même vaisseau ; la fortune m'a été favorable, elle lui a été contraire ; je ne l’en estime pas moins, souffrez que j’aie avec lui une demi-heure d'entretien ».
II le fait asseoir à ses côtés, lui parla des aventures de sa jeunesse, s'informa s'il avait des enfants, lui recommanda d'aller l'attendre à son hôtel ; fit dès le même jour il lui procura dans la Marine un emploi qui le fit subsister honorablement avec sa famille. »

## Honneurs et postérité

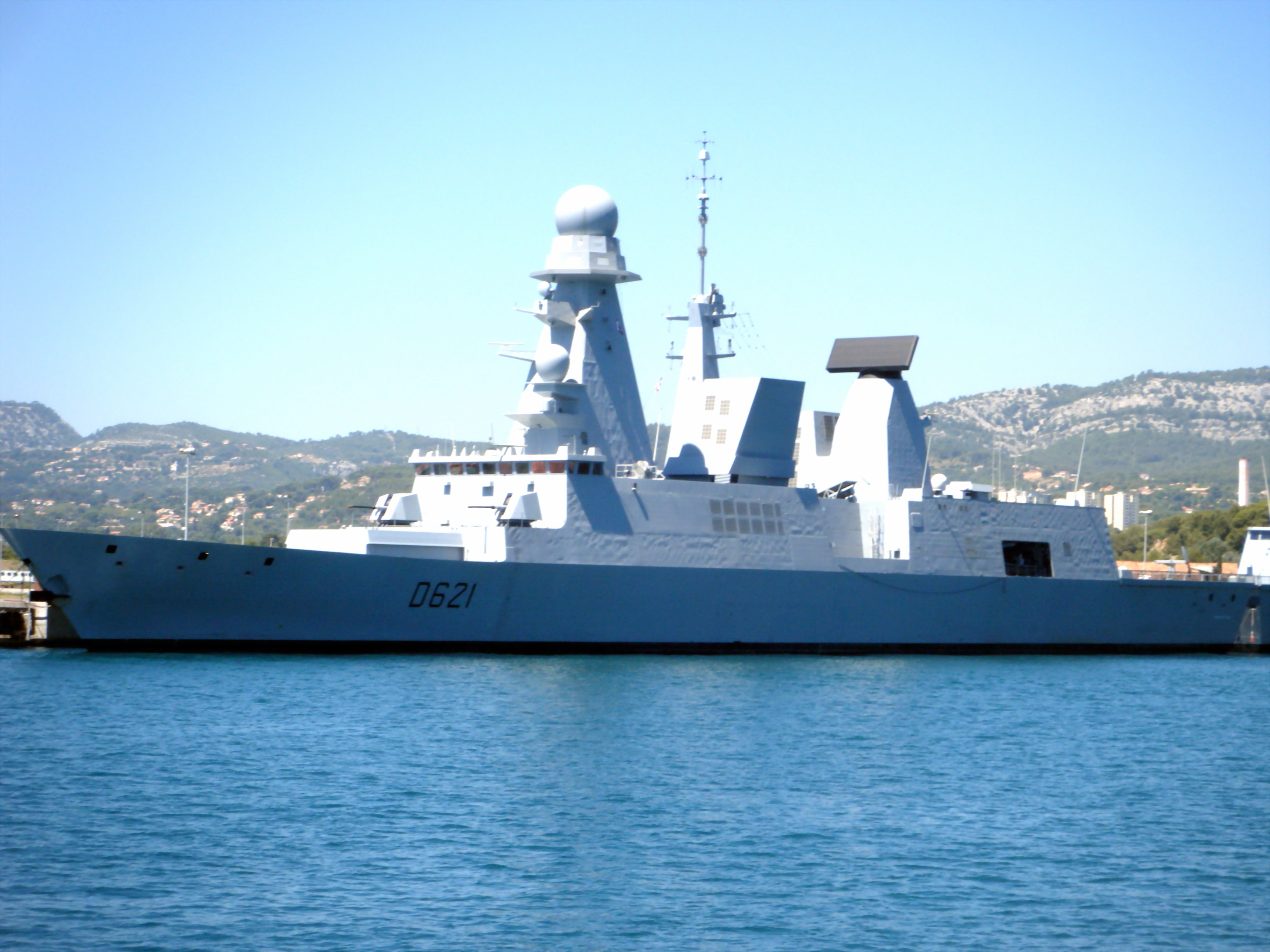
La frégate Chevalier Paul, 2011

Trois bâtiments de la Marine nationale française ont porté successivement ce nom prestigieux.
- Chevalier Paul (1934-1941), un contre-torpilleur de classe Vauquelin
- Chevalier Paul (D626) (1956-1971), un escorteur d'escadre de type T 47
- Chevalier Paul (D621), une frégate de classe Horizon, entrée en service le 10 juin 2011
- A Marseille, dans le 2ème arrondissement, une rue et une école élémentaire située dans cette rue portent le nom "Chevalier Paul".
- Le centre de Préparation Militaire Marine de la ville de Marseille porte également le nom de Chevalier Paul.

### Sources et bibliographie
- Claude-François Achard, Dictionnaire de la Provence et du Comté-Venaissin : Contenant la seconde & derniere Partie de l'Histoire des Hommes illustres de la Provence, vol. 4, Mossy, 1787 (lire en ligne), p. 45-47
- Michel Mourre, Dictionnaire encyclopédique d'Histoire, Larousse-Bordas, 1996, 5884 p. (ISBN 2-04-027058-2)
- Bertrand Galimard Flavigny, Histoire de l'Ordre de Malte, Paris, Perrin, 2006, 364 p. (ISBN 2-262-02115-5)
- Georges Bergouin, « Le Chevalier Paul (Marseille 1598 – Toulon 1667) », dans Michel Vergé-Franceschi, Guerre et commerce en Méditerranée IXe – XXe siècles, vol. 12, Henri Veyrier, coll. « Kronos », 1991, 450 p. (ISBN 9782851995698, OCLC 28853796)
- Jean Meyer et Martine Acerra, Histoire de la marine française : des origines à nos jours, Rennes, éditions Ouest-France, 1994, 427 p. (ISBN 2-7373-1129-2)
- Michel Vergé-Franceschi (dir.), Dictionnaire d'Histoire maritime, éditions Robert Laffont, coll. « Bouquins », 2002, 1508 p. (ISBN 2-221-08751-8 et 2-221-09744-0)
- Étienne Taillemite et Maurice Dupont, Les Guerres navales françaises du Moyen Âge à la guerre du Golfe, Paris, SPM, coll. « Kronos » (no 21), septembre 1996, 392 p. (ISBN 2-901952-21-6)
- Étienne Taillemite, Dictionnaire des marins français, Paris, éditions Tallandier, 2002, 573 p. (ISBN 2-84734-008-4)
- Henri Oddo, Le Chevalier Paul : lieutenant-général des armées navales du Levant (1598-1668), H. Le Soudier, 1896
- Léon Guérin, Les marins illustres de la France, Paris, Marizot, 1861 (lire en ligne), p. 240 et suiv..